# Bảo tàng Quân sự ở Wrocław

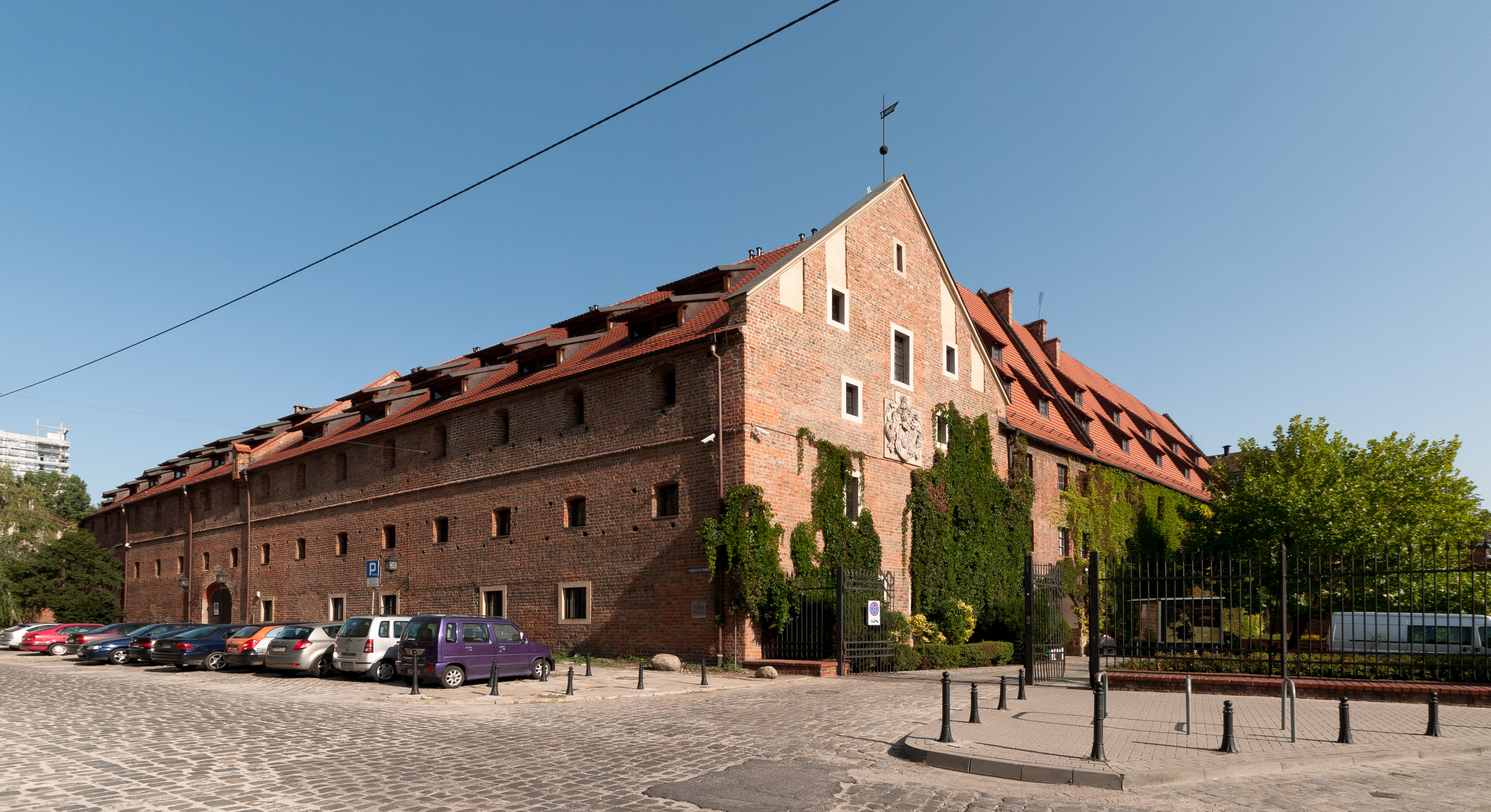
Trụ sở của Bảo tàng Quân sự ở Wrocław

Bảo tàng Quân sự ở Wrocław (tiếng Ba Lan: Muzeum Militariów we Wrocławiu) là một bảo tàng tọa lạc tại số 9 Phố Cieszyńskiego, Wrocław, Ba Lan. Bảo tàng Quân sự ở Wrocław là một trong sáu chi nhánh của Bảo tàng Thành phố Wrocław.
Trụ sở của Bảo tàng Quân sự rất gần trụ sở của Bảo tàng Khảo cổ học, nằm trong quần thể các tòa nhà Kho vũ khí Thành phố thời Trung cổ, được xây dựng vào năm 1459.

## Triển lãm

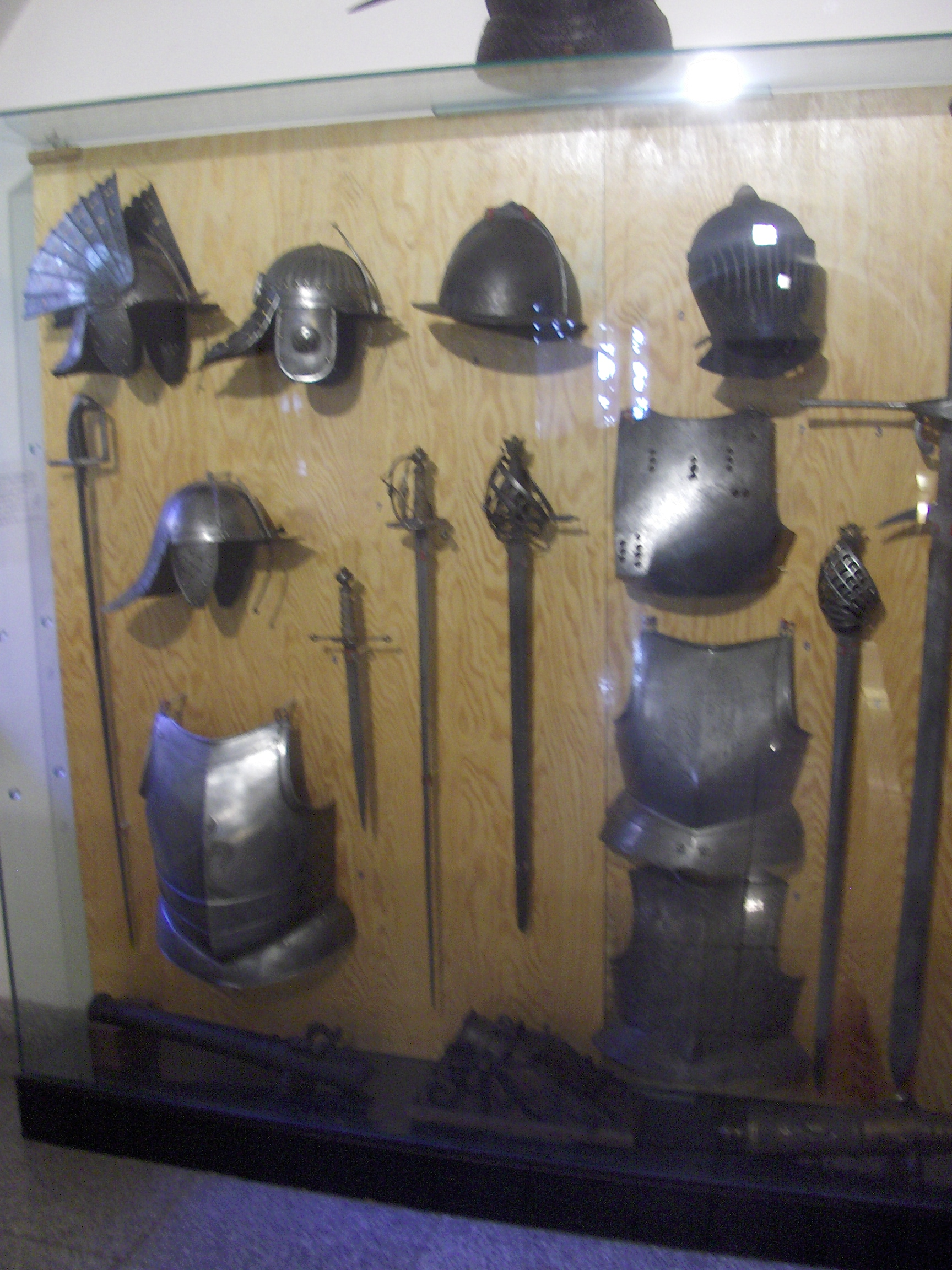
Triển lãm trong Bảo tàng

Các bộ sưu tập của Bảo tàng Quân sự ở Wrocław được trưng bày trên ba tầng của tòa nhà. Bảo tàng hiện tổ chức các cuộc triển lãm thường trực sau:
- Phòng trưng bày vũ khí cổ đại: giới thiệu các loại vũ khí và các hiện vật quân sự từ thời kỳ đồ đá đến thế kỷ 18.
- Phòng trưng bày súng: triển lãm súng trường, súng ngắn được sản xuất vào đầu thế kỷ 18, súng Kalashnikov PK, súng tiểu liên, súng máy, và các loại súng khác.[2] Ngoài ra, Bảo tàng còn triển lãm đạn dược, cùng các thứ khác.
- Hội trường Jacek Kijak: giới thiệu bộ sưu tập nón bảo hộ được Jacek Kijak tặng cho Bảo tàng vào năm 1999.[2]
- Phòng trưng bày vũ khí cận chiến: triển lãm một bộ sưu tập kiếm và các vũ khí chém khác.[2]